# TW 6000
Der TW 6000 ist ein Stadtbahn-Fahrzeugtyp, der bei der Stadtbahn Hannover (Üstra) eingesetzt wird. Als 1965 in Hannover mit dem Bau der Tunnelstrecken und der Umgestaltung des Straßenbahnnetzes zum Stadtbahnnetz begonnen wurde, musste ein neues Fahrzeug entwickelt werden, da die bisher eingesetzten Wagen nicht den Anforderungen eines Stadtbahnbetriebes entsprachen. Das neue Fahrzeug sollte einen Zweirichtungsbetrieb ermöglichen, Hoch- und Niedrigbahnsteige bedienen können und mehr Komfort für die Fahrgäste bieten.

## Prototypen
Zu Erprobungszwecken beschaffte die Üstra im Jahr 1970 zwei sechsachsige Prototypen von Linke-Hofmann-Busch (Triebwagen 600) und Düwag (Triebwagen 601). Die Fahrzeuge waren 2,5 Meter breit und 19,5 Meter lang. Technisch unterschieden sie sich in einigen Punkten, damit für die Serienfahrzeuge die passenden Komponenten ausgewählt werden konnten. Die Fahrzeuge wurden bis 1975 im Linienverkehr erprobt und nach Indienststellung der ersten Fahrzeuge der neuen TW-6000-Serie abgestellt. Der TW 600 wurde 1978 an den Hersteller LHB zurückgegeben und dort 1988 verschrottet. Der TW 601 wurde 1975 nach Vancouver in Kanada überführt, wo er 13 Jahre lang abgestellt war. 1988 wurde er nach Edmonton veräußert, wo er seit 2005 bei der Museumsstraßenbahn (Edmonton Radial Railway Society) eingesetzt wurde. Im August 2016 begann die durch den Förderverein Straßenbahn Hannover organisierte Rückführung der Bahn nach Hannover.

## Serienfahrzeuge

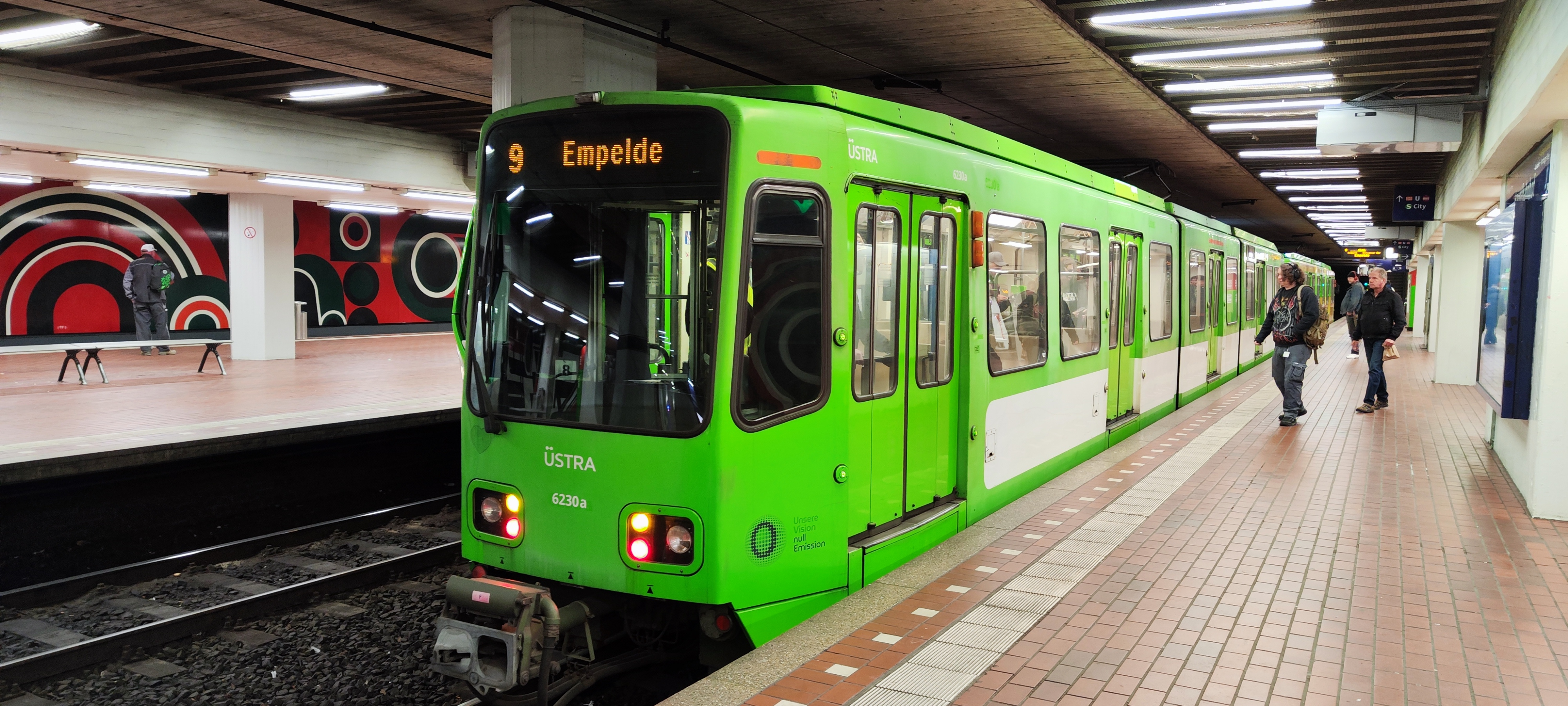
Triebwagen 6230 an der Station Hauptbahnhof

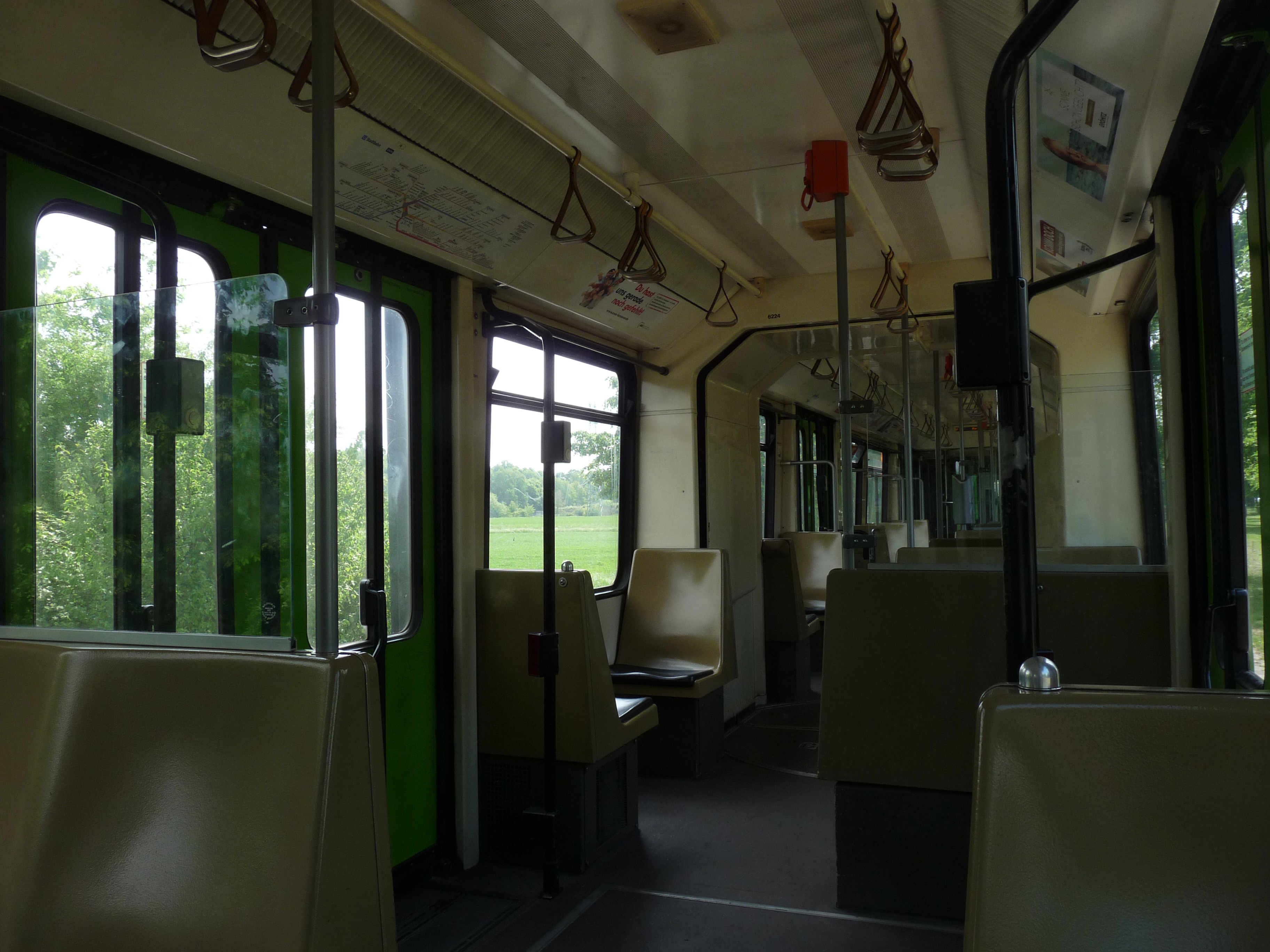
Innenansicht

Die Erfahrungen aus der Erprobung der Prototypen wurden bei der TW-6000-Serie genutzt. Es entstand ein achtachsiges Stadtbahnfahrzeug mit einer Länge von rund 28 Metern und 2,4 Meter Breite. Im Unterschied zu den Prototypen waren die Triebwagen lindgrün (Signalgrün 308 vom Opel Kadett C) lackiert, wobei für die Außenwerbung weiße Flächen unterhalb der Seitenfenster freigelassen wurden. Hersteller der ersten Lieferserie von 100 Stück war die Düwag für den wagenbaulichen Teil und AEG, Kiepe und Siemens für die elektrische Ausrüstung. Aus arbeitsmarktpolitischen Gründen erhielt LHB die nächsten Aufträge, um die Triebwagen in Niedersachsen bauen zu lassen.
Am 23. Dezember 1974 wurde die Düwag-Einheit 6001 als erstes Fahrzeug in Hannover angeliefert. Bis 1993 waren insgesamt 260 Exemplare geliefert, wobei die Bauserien immer wieder dem Stand der Technik angepasst wurden. Sie bildeten die größte geschlossene Stadtbahn-Fahrzeugserie in Deutschland.
Eine einzelne Wageneinheit kann bis zu 150 Fahrgäste befördern. Im Normalbetrieb verkehren meistens zwei Einheiten gekuppelt in einem Zugverband. Neben der TW-6000-Serie wird auf dem Stadtbahnnetz der 1997 eingeführte Stadtbahn-Fahrzeugtyp TW 2000 und der ab 15. März 2015 von HeiterBlick gelieferte Typ TW 3000 eingesetzt.

## Technik
Technisch war die Baureihe TW 6000 bei ihrer Indienststellung sehr innovativ. Es waren die ersten Straßenbahnwagen in Deutschland, die über eine Chopper-Thyristorsteuerung und eine Nutzbremse (Elektromotorische Bremse) verfügten.
Die Höchstgeschwindigkeit wurde mit 80 km/h angegeben (erreicht wurden 90 km/h), wird aber im hannoverschen Netz nicht gefahren, da es keine Strecken gibt, bei denen die zulässige Höchstgeschwindigkeit mehr als 70 km/h beträgt. Die zwei Gleichstrom-Tandemmotoren leisten jeweils 217 Kilowatt bei 750 Volt Oberleitungsspannung und einer maximalen Stromstärke von 900 Ampere. Sie sind im ersten und im letzten Drehgestell längsliegend eingebaut, um beide Achsen des Drehgestells anzutreiben.
Die maximale Beschleunigung beträgt 1,0 m/s², die maximale Verzögerung 3,0 m/s² (Gefahrenbremsung). Gebremst wird mittels generatorischer Bremse (Motorkurzschlussbremse), Solenoidbremse, Federspeicherbremse in den beiden Triebgestellen und dem vorderen Laufgestell und Magnetschienenbremse an allen vier Drehgestellen. Bei Bedarf kann zusätzlich Sand gestreut werden.
Mittels der Scharfenbergkupplung können mehrere Fahrzeuge aneinander gekuppelt werden, fahrtechnisch liegt die Grenze bei vier Einheiten. Allerdings ist in Deutschland nur ein Betrieb von Straßenbahnverbänden bis 75 Meter Länge erlaubt. Daher werden Drei-Wagen-Züge lediglich ausnahmsweise bei Großveranstaltungen auf den Linien zum Messegelände eingesetzt.
Mitte 2021 wurden die Wagen 6253, 6258 und 6260 zum Test mit neuen IVU-Bordrechnern ausgestattet, welche zuvor schon in den jüngeren Bahnmodellen und den Bussen vorhanden waren. Die Tests liefen gut, sodass alle Wagen ab 6206 (mit Ausnahmen von 6215 und 6217) mit diesen neuen Rechnern ausgestattet wurden. Ende Februar 2022 wurden mit den Wagen 6212, 6219 und 6233 die letzten Wagen umgerüstet. Die alten Bordrechner, welche seit der Auslieferung eingebaut waren, ist somit nur noch in den Wagen vorhanden, welche nie die Mittelstangen im Mittelteil verloren haben.

## Weiterentwicklung
Die Technik wurde während des langen Lieferzeitraumes überarbeitet.
Die Triebwagen ab Nummer 6101 haben mehrere Neuerungen, so wurde der Scheibenwischer und der Bodenbelag geändert. Die Haltestangen waren nun zum Teil schwarz lackiert.
Die Triebwagen ab Nummer 6206 haben eine überarbeitete Fahr-Brems-Elektronik mit GTO-Thyristoren.
Die Triebwagen ab Nummer 6231 haben geänderte Türen, die inneren Flügel sind verkürzt und das Dichtgummi entsprechend deutlich dicker.
Die Triebwagen ab Nummer 6251 haben ab Werk an den mittleren Eingängen keine Mittelstangen mehr.
Außerdem gab es Umbauten, so wurden 2012 bei vielen Wagen neue kleinere Scheinwerfer eingebaut. Bei den Wagen 6206 bis 6250 wurde an den mittleren Türen nachträglich die Mittelstange entfernt.
Es war eine Aufarbeitung von zunächst 18 Wagen ausgeschrieben, dabei waren neben der Erneuerung verschiedener Baugruppen Mehrzweckabteile und modernere Fahrerarbeitsplätze vorgesehen. Es ist aber aus Kostengründen kein Auftrag vergeben worden, dafür wurden die Fahrzeuge in der eigenen Werkstatt aufgearbeitet. Der erste aufbereitete Wagen (6259) wurde am 9. und 10. Juni (Pfingstwochenende) 2019 von der Üstra öffentlich vorgestellt.
40 Wagen sollten aufgearbeitet werden, etwa zehn Stück pro Jahr. Weitere zehn Wagen sollten als Ersatzteilspender eingemottet werden. Mehr sollten nicht erhalten werden.
Im Frühjahr 2020 wurden im Zuge der COVID-19-Pandemie bei allen noch vorhandenen Wagen an einem Ende Trenngitter eingebaut, damit der Mindestabstand zwischen Fahrpersonal und Fahrgästen gewahrt werden kann. Der vordere Eingangsbereich zählte nun nicht mehr zum Fahrgastraum und war nur noch für das Fahrpersonal erreichbar. Die TW 6000 wurden seitdem nur noch in Doppeltraktion eingesetzt, sodass beide Enden des Zuges über ein Trenngitter verfügten. So war der Einsatz auch an nur 45 m langen Hochbahnsteigen möglich geworden. Im April 2022 wurden die Trenngitter wieder ausgebaut.
Im Frühjahr 2021 hatte der Aufsichtsrat der Üstra genehmigt, dass weitere 13 TW 6000 einsatzfähig gehalten werden sollen.

## Einsatz
Die Triebwagen der Reihe TW 6000 hatten den Linienverkehr nicht nur auf den jeweils auf Stadtbahn umgestellten Strecken, sondern auch auf mehreren noch dem Straßenbahnnetz zugeordneten Linien übernommen, z. B. wenn dort die baulichen Gegebenheiten (fehlende Schleifen) keinen Betrieb mit Einrichtungsfahrzeugen mehr zuließen. Beispiele sind die Linie 14 zwischen 1984 und 1989 nach Eröffnung der Verlängerung zum Roderbruch und die Linie 10 ab etwa 1990 nach Abbau der Schleife Limmer.
Die Fahrzeuge können auf dem gesamten Stadtbahnnetz verkehren.
Da Drei-Wagen-Züge des Typs TW 6000 wegen ihrer Länge nur mit Sondergenehmigung fahren können, gibt es sie nur bei Messen auf der Linie 8 und Einsatzwagen (ehemals 18). Auf den Linien 1, 4, 5, 6, 7 und 9, die regulär mit Drei-Wagen-Zügen fahren, kommen TW 6000 nur noch selten zum Einsatz. Auf den Linien 10 und 17 sind Zwei-Wagen-Züge des Typs TW 6000 wegen der kurzen 45-m-Bahnsteige nicht mehr möglich. Der Einbau der Trenngitter 2021 und die damit verbundene Sperrung der ersten und letzten Tür ermöglichte aber den Einsatz der Doppeltraktionen als Expresszüge der Linie 10 bis zur Einstellung dieser Züge im Dezember 2021.
Bis Dezember 2023 wurde die Linie 9 typenrein mit diesen Fahrzeugen bedient. Seit dem Fahrplanwechsel im Dezember 2023 wird der TW 6000 vorrangig auf den Linien 2, 3, 8, 11 und 13 eingesetzt. Wenige Kurse der Linien 5 und 10 werden ebenfalls mit TW 6000 bedient. Darüber hinaus verkehren montags bis freitags zwei Verstärkerzüge der Linie 1 mit TW-6000-Doppeltraktionen.
Viele Fahrzeuge sind nach Budapest abgegeben oder verschrottet worden, so dass in Hannover im Juli 2019 nur noch 77 Fahrzeuge im Einsatz waren, darunter außer dem als Museumswagen erhaltenen Triebwagen 6001 keines der ersten Serie von Düwag.
Ein Teil der verbliebenen TW 6000 wurde nach und nach durch die neue bei HeiterBlick in Leipzig gefertigte Triebwagenserie TW 3000 ersetzt, es sollten aber mindestens 40 Wagen bis Mitte der 2020er Jahre weiterhin im Fuhrpark verbleiben, dieser Beschluss wurde auf 53 Fahrzeuge erweitert. Diese Fahrzeuge werden voraussichtlich ab 2025 nach und nach durch die neue Triebwagenserie TW 4000 ersetzt werden. Daneben sind 2023 noch einige nicht modernisierte Triebwagen als Fahrschulwagen im Einsatz.
Die Triebwagen 6129 und 6166 wurden 2018 in den Bestand des Hannoverschen Straßenbahn-Museums aufgenommen. Sie werden als Fahrschulwagen genutzt, um Museumsbesuchern zu ermöglichen, selbst einmal eine Straßenbahn zu steuern.

## Einsatz außerhalb von Hannover
Nach der Expo 2000 wurden acht Fahrzeuge an die Straßenbahn Den Haag (Tw 6037, 6053, 6055, 6057, 6058, 6064, 6098, 6099), zwei für die Stadtbahn Houten (Triebwagen 6016 und 6021) sowie 74 an die BKV Zrt. in Budapest verkauft. Für den Einsatz bei der Straßenbahn Budapest erhielten die Wagen neue Fenster und wurden neu gelb lackiert. 2010 wurden die acht Den Haager TW 6000 nach Budapest weiterverkauft. Eines der Houtener Fahrzeuge war nach Einstellung des dortigen provisorischen Stadtbahnbetriebs verschrottet, das andere nach Hannover zurückgegeben und dann nach Budapest verkauft worden. Ende 2011 wurden weitere zehn Fahrzeuge nach einem Ausschreibungsverfahren an die Budapester Verkehrsbetriebe verkauft. Mittlerweile fahren 101 Fahrzeuge der Baureihe TW 6000 in Budapest. Weitere Fahrzeuge dienen als Ersatzteilspender, insgesamt sind 123 Wagen nach Budapest abgegeben worden (Stand 2018). Die Wagen erhielten die Nummern 1500 bis 1592 (aus der Serie 6001–6100) beziehungsweise 1600–1619 (aus der Serie 6101 ff). Tw 6148 wurde 2020 von der Firma Transtech (Skoda-Gruppe) gekauft. Dieser wurde für Testfahrten auf der neuen Straßenbahn Tampere verwendet, da die Transtech-Neufahrzeuge nicht rechtzeitig verfügbar waren.

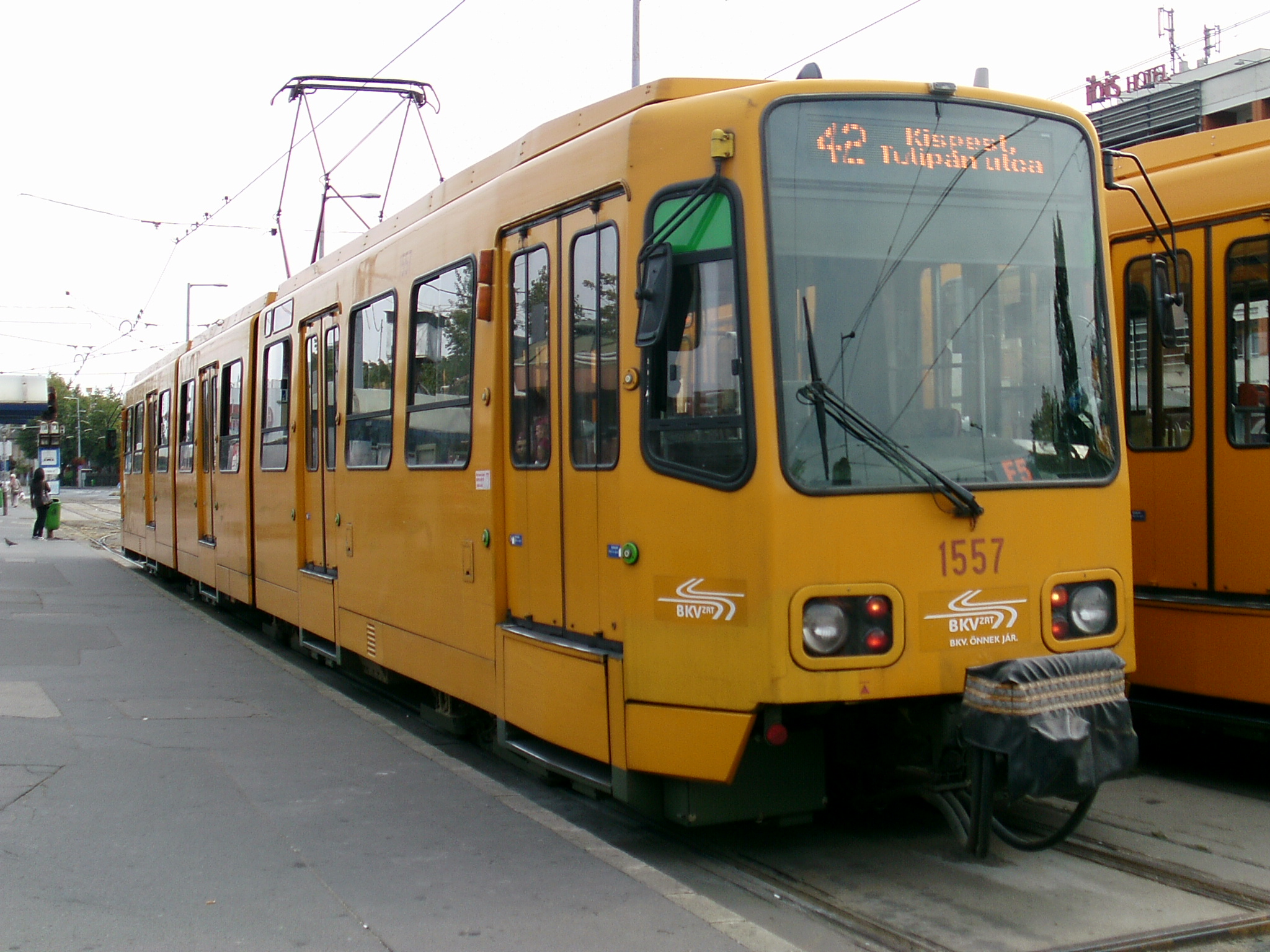
Tw 1557 der BKV in Budapest, Linie 42 an der Határ út
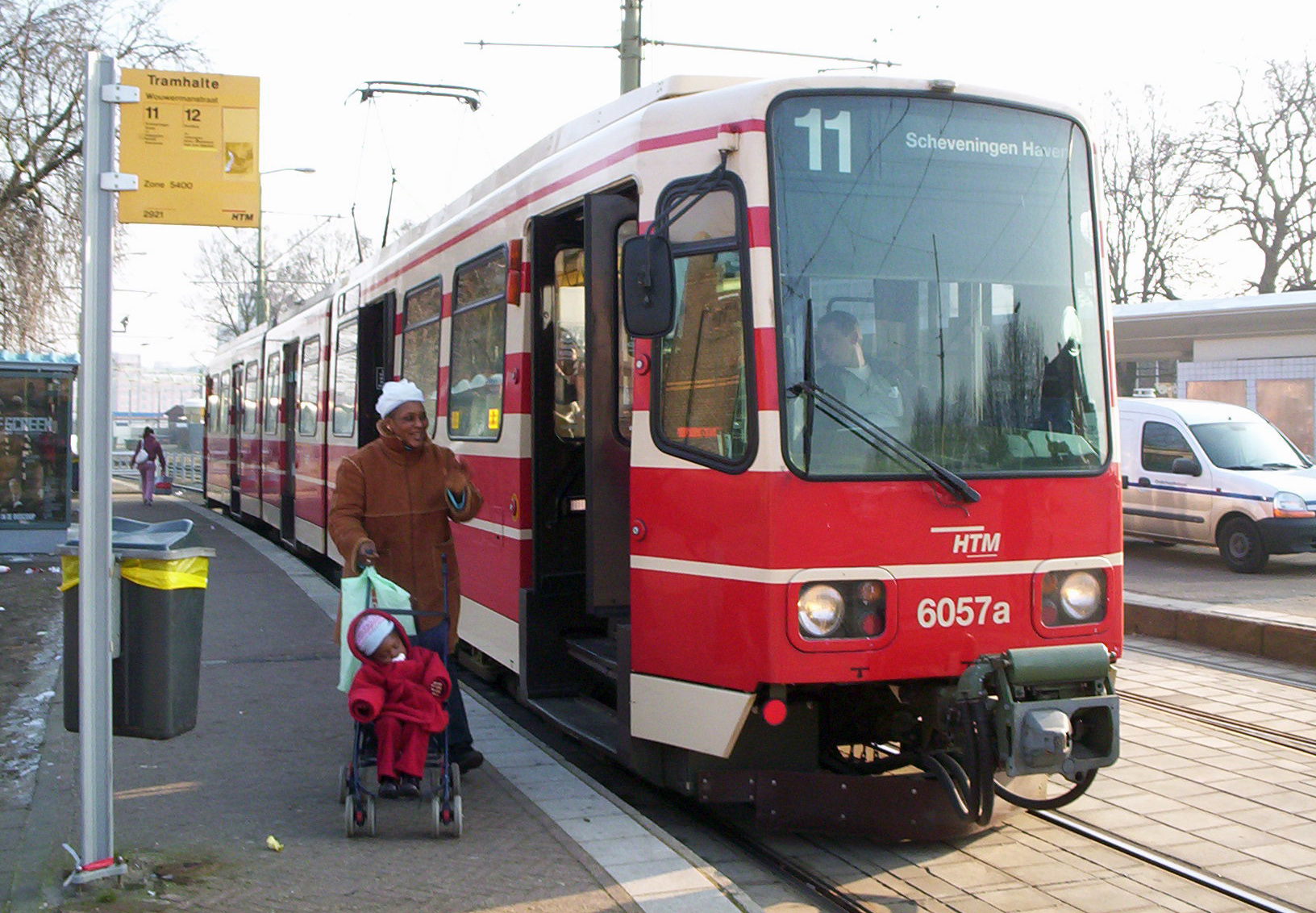
Tw 6057 bei der HTM in Den Haag auf Linie 11
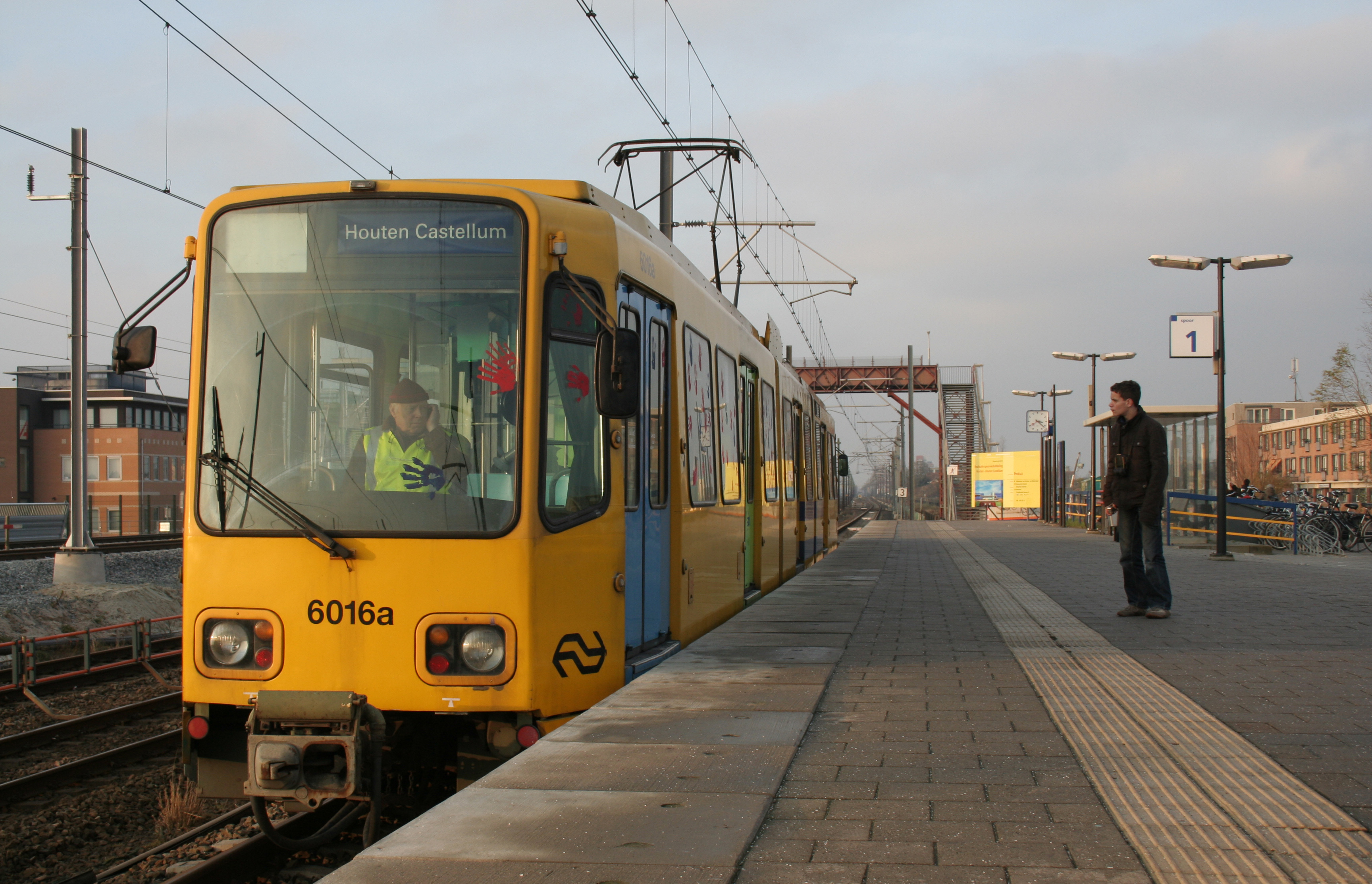
Tw 6016 bei den Nederlandse Spoorwegen in Houten

## Fahrzeuge auf Basis des TW 6000
Für die Stadtbahn Tunis lieferte Siemens zwischen 1984 und 1997 136 Stadtbahn-Fahrzeuge, die auf dem TW 6000 basierten.
Auf Basis des TW 6000 wurde 1985 von LHB der sechsachsige Schienenschleifwagen Nummer 841 für die Üstra gebaut, der heute noch im Einsatz ist. Ein baugleiches Fahrzeug wurde 1993 an die Leipziger Verkehrsbetriebe (LVB) ausgeliefert (Triebwagen 5090). Dieses wurde 2010 an den neuen Stadtbahnbetrieb in Bergen verkauft.

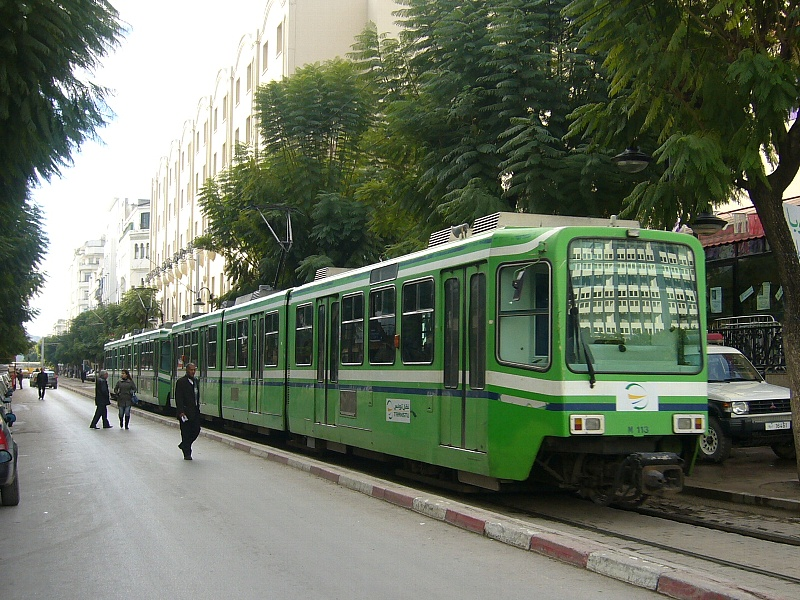
Stadtbahnwagen des Typs Hannover in Tunis
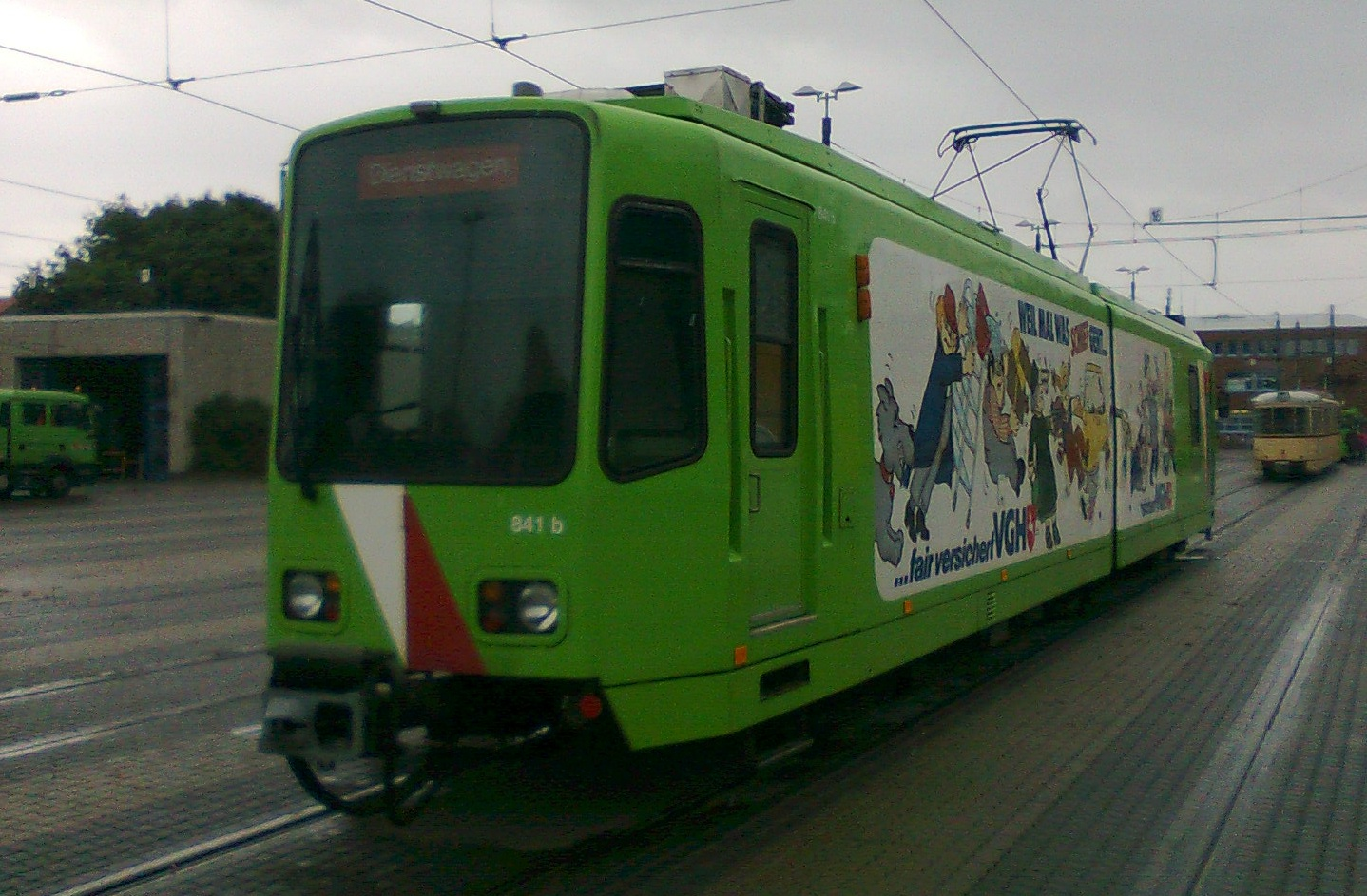
Schienenschleiffahrzeug Tw 841

## TW 6000 in der Kunst

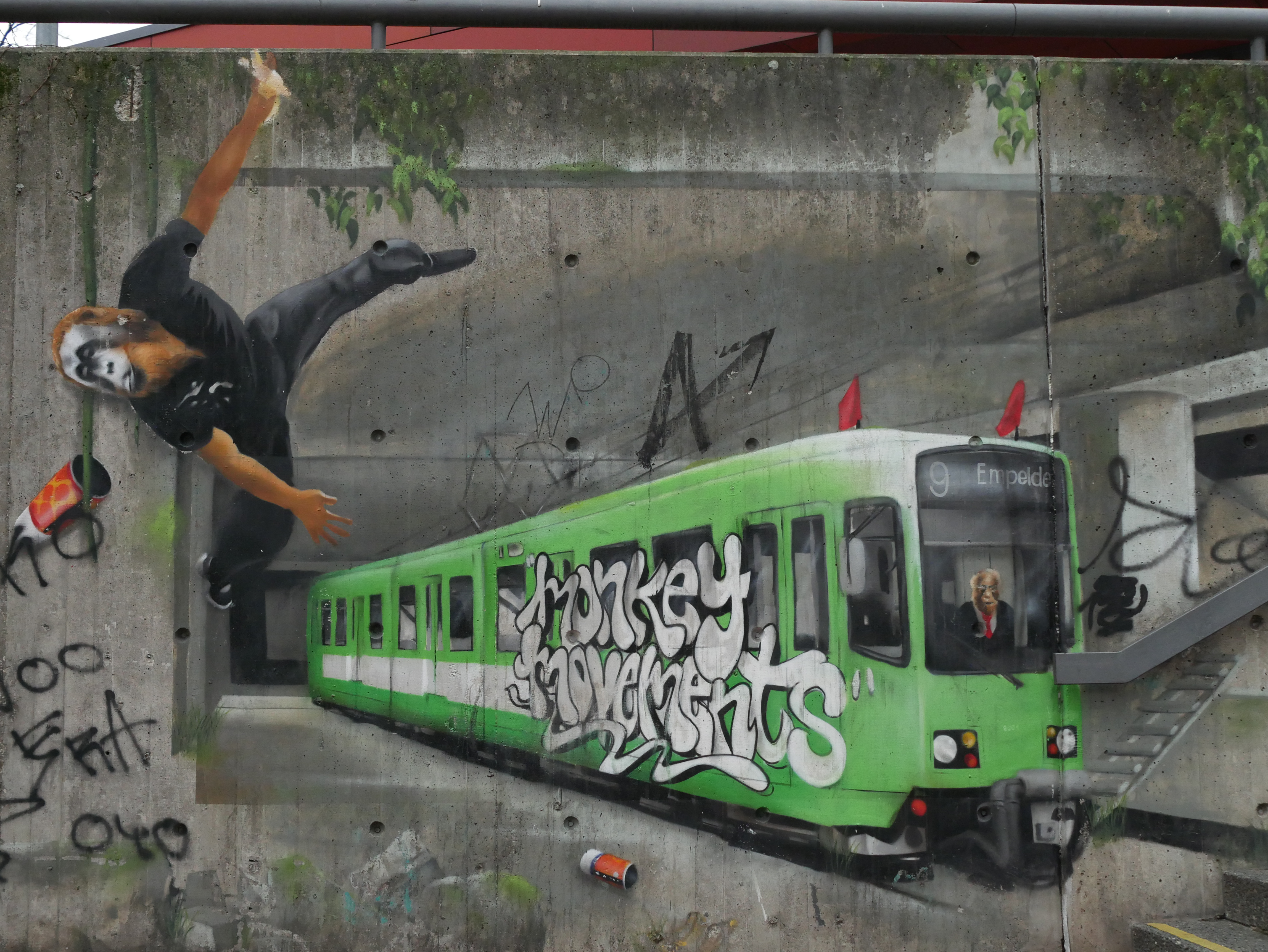
TW 6000 als Graffiti-Kunstwerk

Auf dem Andreas-Hermes-Platz in Hannover befindet sich eine Graffiti-Wandmalerei in Trompe-l’œil-Technik, die einen TW 6000 abbildet.